# Sander (poisson)
Pour les articles homonymes, voir Sander.
Tribu
Genre
Sander est un genre contenant cinq espèces de poissons de la famille des Percidae, vivant en eaux douces mais pouvant s'adapter aux eaux saumâtres. 
En français, ces poissons sont nommés « Sandre », plutôt pour les espèces européennes, ou « Doré », plutôt pour les espèces nord-américaines, bien que les deux noms soient d'origine européenne et utilisés de part et d'autre de l'Atlantique. Le nom vient de l'allemand Zahn, qui signifie dent, en référence à ses deux paires de canines proéminentes. Pour les dictionnaires Littré, Robert et Quillet, le mot « sandre » est masculin ; seul le Larousse indique un emploi indifférencié au masculin ou au féminin.

## Description
Corps allongé, cylindrique et fusiforme. Tête allongée. Présence de dents sur le prémaxillaire, vomer et palatin ; pas de dents sur la langue. Ce genre mesure de 30 à 60 cm en moyenne pour un poids allant jusqu'à 2-3 kg. Certaines espèces peuvent atteindre 1 m et plus, pour 10 à 15 kg. Les plus vieux individus de certaines espèces atteignent 20 ans.

## Liste des espèces
Selon FishBase (30 janvier 2016) :
- Sander canadensis (Griffith & Smith, 1834) - Amérique du Nord - Doré noir ou sandre doré bleu
- Sander lucioperca  (Linnaeus, 1758) - Europe - Sandre ou sandre doré européen
- Sander marinus (Cuvier in Cuvier & Valenciennes, 1828) - Europe (estuaires de la mer Noire et de la mer Caspienne) - Sandre marin
- Sander vitreus (Mitchill, 1818) - Amérique du Nord - Doré jaune
- Sander volgensis (Gmelin, 1789) - Europe (du Danube à la Volga et l'Oural) - Sandre de la Volga

## Systématique
Le nom valide complet (avec auteur) de ce taxon est Sander Oken, 1817.
Sander a pour synonymes :
- Lucioperca Schinz, 1822
- Schilus Jarocki, 1822
- Schilus Krynicki, 1832
- Stizostedion Rafinesque, 1820
- Stizostedium